# Parechthrodryinus coccidiphagus
Parechthrodryinus coccidiphagus är en stekelart som först beskrevs av Mercet 1925.  Parechthrodryinus coccidiphagus ingår i släktet Parechthrodryinus och familjen sköldlussteklar. Inga underarter finns listade i Catalogue of Life.